# The Woman Who Walked Alone
The Woman Who Walked Alone er en amerikansk stumfilm fra 1922 af George Melford.

## Medvirkende
- Dorothy Dalton som Iris Champneys
- Milton Sills som Clement Gaunt
- E. J. Ratcliffe som Earl
- Wanda Hawley som Muriel Champneys
- Frederick Vroom som Marquis
- Mayme Kelso som Marchioness